# Weston (Nouvelle-Galles du Sud)
Pour les articles homonymes, voir Weston.
Weston est une ville australienne située en Nouvelle-Galles du Sud.